# Сакиджанг-Бендера
Сакиджанг-Бендера (малайск. Pulau Sakijang Bendera) — холмистый остров в Сингапуре. Располагается около южного побережья острова Сингапур. Известен также под своим английским названием остров Святого Иоанна (англ. Saint John’s Island).
Вокруг много коралловых рифов, а сам остров частично покрыт мангровыми лесами.

## История
В 1819 году именно на этом острове высадился Стэмфорд Раффлз. Здесь и состоялась его встреча с султаном Джохора и началось основание Сингапура.
С 1874 года до 1950-х годов на остров отправляли иммигрантов, больных холерой, лепрой и бери-бери для содержания в условиях карантина. Затем на острове отбывали наказание члены китайской мафии и содержались люди, против которых шло уголовное расследование. В частности здесь содержался будущий третий президент Сингапура Деван Наир с 1951 по 1953 года за участие в антиколониальном движении. Остров также использовался доя реабилитации и лечения опийных наркоманов.
В 1975 году было решено использовать остров в рекреационных целях. В настоящее время остров Святого Иоанна — популярное место отдыха. На нём расположены кемпинги, туристические тропы, оборудованы пляжи.